# Saint-Michel-l'Observatoire
Saint-Michel-l'Observatoire è un comune francese di 1 164 abitanti situato nel dipartimento delle Alpi dell'Alta Provenza della regione della Provenza-Alpi-Costa Azzurra. Nei pressi del centro abitato si trova l'Osservatorio dell'Alta Provenza.
Vi sono morti nel 1769 il botanico Jean-Paul de Rome d'Ardène, e nel 1976 la scrittrice e cantante Taos Amrouche.

## Società

### Evoluzione demografica
Abitanti censiti